# 7899 Joya
7899 Joya eller 1996 BV3 är en asteroid i huvudbältet som upptäcktes den 30 januari 1996 av den japanska astronomen Takao Kobayashi vid Ōizumi-observatoriet. Den är uppkallad efter Masanori Joya.
Asteroiden har en diameter på ungefär 4 kilometer.